# Petra Heiduk
Petra Heiduk (* 7. Januar 1943 in Erfurt) ist eine deutsche Tänzerin, Tanzsporttrainerin und Choreographin im Bereich des Formationstanzsportes (Latein). Petra Heiduk war lange Inhaberin einer Tanzschule in Aachen.

## Laufbahn
Nachdem Petra Heiduk im Jahr 1951 ihre ersten Tanzkurse absolviert hatte, begann ab 1961 ihre erfolgreiche Teilnahme an zahlreichen Tanzturnieren. In den Standardtänzen und Lateinamerikanischen Tänzen wurde sie sowohl mehrfach Stadtmeisterin von Düsseldorf, als auch Landesmeisterin von Nordrhein-Westfalen und deutsche Vizemeisterin. Darüber hinaus belegte sie zahlreiche vorderste Plätze bei Europa- und Weltmeisterschaften sowie bei Worldcupveranstaltungen. Im Jahr 1976 wechselte sie zu den Profis und beendete 1979 ihre aktive Karriere.
Von 1973 bis 1974 absolvierte Heiduk an der Sporthochschule Köln eine Ausbildung zur staatlich geprüften Tanzsportlehrerin und legte 1976 zusätzlich die Ausbildung zur Tanzlehrerin im ADTV ab. Ein Jahr später eröffnete sie sowohl in Velbert als auch in Wesel eine Tanzschule. Schließlich übernahm Heiduk von 1985 bis 2000 die Lateinformationen des TSC Schwarz-Gelb Aachen. Mit der A-Mannschaft des TSC Schwarz-Gelb Aachen wechselte sie 2002 in das neu gegründete Tanzsportzentrum Aachen, bevor sie ab Sommer 2004 bis 2009 als Cheftrainerin der TSG Lüdenscheid tätig wurde. Darüber hinaus trainierte sie von 1999 bis 2005 eine Auswahlformation in Wien und nahm immer wieder Engagements im In- und Ausland an.
In ihrer Eigenschaft als Einzel- und Formationstrainerin sowie als Choreografin kann Heiduk bisher ebenfalls auf zahlreiche Erfolge zurückblicken. Nach anfänglichen vorderen Platzierungen bei Europa- und Weltmeisterschaften sowie in der Bundesliga mit Grün-Weiß Gelsenkirchen und dem Tanzsportzentrum Velbert konnte sie dann mit dem TSC Schwarz-Gelb-Aachen folgende Titel erreichen:
- Weltmeister 1992, 1996, 1997, 1998
- Europameister 1993, 1997
- Deutscher Meister 1991, 1995, 1996, 1998
- sowie Vizeweltmeister 2003 mit dem Tanzsportzentrum Aachen

Die von ihr trainierte Formation in Wien wurde dreimal Staatsmeister und war mehrfacher Finalist bei Europa- und Weltmeisterschaften.